# Finnick Odair
Finnick Odair es uno de los personajes ficticios de la trilogía de libros The Hunger Games o en español Los juegos del hambre de la escritora Suzanne Collins.
Tiene 24 años y se le describe como muy atractivo, alto, de piel bronceada, cabello color bronce y penetrantes ojos verde mar. Es muy popular entre la población del Capitolio en donde se rumorea tiene muchos amantes, aunque sin llegar a tener una relación estable con ninguno de ellos. 
Reside en el Distrito 4, que es el especializado en la pesca; por lo que él tiene gran habilidad haciendo redes, nadando y manejando tridentes.

## El triunfo en los Juegos
Con 14 años, fue coronado Vencedor de los 65° Juegos del Hambre gracias su habilidad con los nudos y el tridente, el cual fue un regalo de un patrocinador. Katniss Everdeen menciona que fue el regalo más caro en la historia de los Juegos del Hambre.

## El Vasallaje de los 25
En el tercer Vasallaje de los Veinticinco, su nombre es elegido en la cosecha, a la par de su enamorada, Annie Cresta, pero su anteriormente mentora, Mags, se ofrece voluntaria en el lugar de ella. En un momento, Haymitch Abernathy había mencionado que Mags es la única debilidad de Finnick, ya que ella fue quien lo crio, por lo tanto, si él tratara de ayudarla, quedaría desprotegido.
Durante los juegos, Katniss Everdeen duda respecto a convertir a Finnick en su aliado pues no confía en él ya que a su ojos, Finnick es un ser arrogante y superficial. Finalmente, Finnick demuestra ser digno de confianza en el momento en que salva a Peeta Mellark usando RCP para resucitarlo después de chocar con un campo electrificado, una (maniobra que Katniss hace notar como "una de las cosas por las que siempre estaré en deuda con él" y usando sus habilidades para proveerlos de refugio).
A la muerte de Mags, su compañera del distrito 4 y mentora años atrás, Finnick se siente abatido, Johanna comenta con Katniss este suceso. 
Cuando los charlajos (aves que imitan los sonidos de los gritos de los seres queridos de los Tributos), aparecen en el Vasallaje, el que ataca a Finnick usa la voz de Annie Cresta, su amante en el Distrito 4 quien a su vez fue Vencedora de los Juegos algunos años atrás.
Finnick estaba al tanto del plan de rebelión organizado por Plutarch Heavensbee , por lo tanto pretendía proteger a Katniss en todo momento con el fin de utilizarla en la rebelión.

## La Rebelión
En Sinsajo, tercer y último libro de la trilogía, Finnick entra en una profunda depresión como resultado del rapto de Annie por parte del Capitolio. Se convierte en miembro activo de la Rebelión participando de las propos (propagandas), dirigidas a los rebeldes en los distritos. En ellas habla de cómo los Vencedores de los Juegos suelen ser prostituidos con ciudadanos del Capitolio por orden del presidente Snow, revelando así el porqué de su fama de tener muchos romances. También cuenta todos los secretos políticos obtenidos de sus clientes ya que el cobraba con secretos, no con dinero, incluido el hecho de que el presidente Snow sólo llegó a ser líder de Panem gracias a que envenenó a sus oponentes. Odair logra reunirse con Annie después de que el Distrito 13 la rescata del Capitolio junto con Johanna Mason y Peeta Mellark y es así que tiempo después contraen matrimonio estando en el Distrito 13 en una fiesta que será uno de los propos para el Capitolio. 
Finnick era miembro del "Escuadrón Estrella" que iba a luchar al Capitolio durante la etapa final de la Rebelión. 
A Poco de llegar a la Mansión Presidencial, el Escuadrón Estrella se encontraba desplazándose por las redes subterráneas del Capitolio; donde Finnick es atacado por mutos similares a lagartos y humanos , quienes terminan inhabilitándolo a los pies de una escalera que daba hacia la superficie.
al darse cuenta de que ya no tenía salvación, y estando a punto de abrir la trampilla de salida, Katniss suelta una bomba (el holo) que acaba con él, eliminando también a los mutos enviados por Snow.
Algunos meses después de su muerte, Annie tiene a su hijo... La imagen final de Finnick en los libros es la de alguien agradable, guapo, con los pies en la tierra y con un sentido del humor bastante excéntrico. Él y Katniss llegaron a ser buenos amigos, es por ello que Katniss se culpa por haberlo dejado atrás.

## Finnick Odair y la adaptación cinematográfica de su personaje
El actor inglés Sam Claflin interpretó a Finnick en Los juegos del hambre: en llamas (2013), Los juegos del hambre: sinsajo - Parte 1 (2014) y Los juegos del hambre: sinsajo - Parte 2 (2015).